# 18170 Ramjeawan
18170 Ramjeawan (2000 QW2) là một tiểu hành tinh vành đai chính được phát hiện ngày 24 tháng 8 năm 2000 bởi nhóm nghiên cứu tiểu hành tinh gần Trái Đất phòng thí nghiệm Lincoln ở Socorro.